# Tmesiphantes nubilus
Tmesiphantes nubilus är en spindelart som beskrevs av Simon 1892. Tmesiphantes nubilus ingår i släktet Tmesiphantes och familjen fågelspindlar. Inga underarter finns listade i Catalogue of Life.